# Гамаліївський монастир
Гамаліївський (Харалампіївський) монастир — православний жіночий, а потім чоловічий монастир, який у 1713—1924 (з перервами) діяв у околицях с. Гамаліївка Шосткинського району Сумської області.

## Історія

### Заснування та розвиток

Надгробна плита Петра Скоропадського — батька останнього гетьмана Павла Скоропадського, в Харалампіївській церкві.

Історія монастиря пов'язана з діяльністю козацької еліти часів занепаду Гетманщини після Полтавської катастрофи 1709 р.
1702 — коштом воронізького сотника (згодом генерального осавула) Антона Андрійовича Гамалії в слободі Гамаліївка спорудили дерев'яну церкву Св. Харалампа. Біля неї виник жіночий скит Харалампієва Пустинка.
Після 1709 року Гамаліївка перейшла від репресованих Гамалій до Скоропадських.
1713 — заходами дружини гетьмана Насті Скоропадської скит перетворено на повноцінний жіночий монастир з відповідними правами, затвердженими гетьманським універсалом від 1 грудня.
1714 — гетьман Іван Скоропадський оголосив себе титарем, тобто покровителем монастиря. Його коштом почалося кам'яне будівництво, якому гетьман надавав велике значення, бо монастир мав стати фамільною святинею Скоропадських. Зразком був Спасо-Преображенский монастир в Новгороді-Сіверському.
На терені монастиря були споруджені гетьманські будинки, де іноді жив сам І.Скоропадський з родиною, а після його смерті — вдова Анастасія, яка навіть влаштовувала тут бали для українського шляхетства.
До монастирського ансамблю належали шестиколонний собор Різдва Богородиці (1714—1735), Харалампіївська тепла церква (1714), корпуси келій (1714—1834), оборонні мури з 4 наріжними й 3 середстінними надбрамними вежами. Ансамбль Гамаліївського монастиря не має аналогів в архітектурній спадщині України.
Центральний храм Різдва Богородиці поєднував у собі дві системи: ззовні — український хрещатий 5-банний храм, за планом — візантійська хрестово-купольна структура. В інтер'єрі був 7-ярусний іконостас, прикрашений гербами Скоропадських. Вважають, що то був один із найкращих українських барокових іконостасів (автор — чернігівський іконописець Яким Глинський). У храмі Різдва Богородиці були також два фундаторські портрети подружжя Скоропадських того ж авторства. У XIX сторіччі портрети перенесли до настоятельських покоїв, нині вони — в Сумському художньому музеї.
У соборі були срібні позолочені лампади, подаровані подружжям Скоропадських, — видатні твори українського золотарства XVIII століття. Богослужбові книги монастиря здебільшого належали до друків 1-ї половини XVIII століття — київських, чернігівських, московських.
У монастирі побудували також гетьманські палати, в яких іноді жив із сім'єю сам Скоропадський, а після його смерті — вдова Анастасія Марківна, яка навіть влаштовувала тут бали для українського шляхетства.
Гетьман помер 1722 року, не встигнувши завершити будову всіх монастирських споруд. Його поховали в склепі Харалампіївської церкви, яку на той час уже освятили. У стіну церкви вмурована білокам'яна різьблена плита з написом: «Здћ опочиваетъ тћломъ рабъ Божій Іоаннъ Скоропадскій войскъ запорожскихъ гетманъ, сей обители фундаторъ, преставися в Глуховћ року 1722 мћсяця іюля третього дня».
Анастасія Скоропадська померла 1729 року і була похована поряд із чоловіком. Її могила позначена такою ж різьбленою плитою. 1733 року поруч із батьками поховали доньку Скоропадських, Уляну. 1885 року в Харалампіївській церкві поховали Петра Івановича Скоропадського — батька останнього гетьмана Павла Скоропадського.

План і фасад Гамаліївського монастиря кінця 18 ст. (репродукція зображення з Глухівського краєзнавчого музею)

У заповіті гетьманша Анастасія Скоропадська розпорядилася перетворити монастир із жіночого на чоловічій, що і було виконано 1733 року. Сюди перевели ченців з Мутинського монастиря (біля Кролевця). Першим ігуменом став Герман Конашевич (Кононович). Він завершив будівництво всіх кам'яних споруд, зокрема фортифікаційних.
1735 — наступний настоятель, архімандрит Микола Ленкович освятив мурований собор Різдва Богородиці.
У XVIII ст. монастир зазнавав неодноразових спустошень і руйнувань внаслідок пожеж і адміністративних дій російської влади. Але, попри руйнування та перебудови, оборонні споруди монастиря непогано зберігалися до 1960-х років.
5 жовтня 1738 — пожежа завдала великого збитку монастирю (цьому посприяла наявність у монастирі понад 40 діжок із легко займистою горілкою).
1737 — монастир очолив архимандрит Софроній, колишній ректор Московської академії. 1741 року він відвідав Петербург, де подав скаргу на дії козацької старшини, яка відбирала у монастиря земельні володіння (наприклад, гетьман Данило Апостол віддав російському генералу Штофельну монастирські села Мутин і Камінь). Імператриця Єлизавета Петрівна своєю грамотою від 6 липня 1743 повернула монастирю його володіння.
1786 — Гамаліївський монастир разом із рештою українських монастирів наказом Катерини II урівняно в правах із російськими (тобто у нього конфісковано землі, а натомість держава виділили кошти на його утримання — 1511 крб 90 коп. на рік — як для монастиря II класу).
1794 — знищений новою пожежею монастир був закритий на тривалий час.
1799 — настоятелем Гамаліївського монастиря Чернігівської єпархії був призначений відомий науковець, поет і церковний діяч Іриней Фальковський (його висвячення в сан архімандрита відбулося в Києво-Печерській лаврі). Проте одразу ж після цього призначення виник конфлікт між І.Фальковським і митрополитом Єротеєм. Конфлікт розглядали на рівні Священного Синоду. Суперечка вичерпалася 1803 року, коли Фальковський став ректором Київської Академії.

### Реорганізація на жіночий монастир
1827 — монастир відновлено знову як жіночий (сюди перевели сотню черниць із закритого Кербутівського монастиря).
Після 1834 року всі монастирські споруди відремонтовано, деякі з них зазнали перебудов, найсуттєвіших — надбрамна вежа-дзвіниця.
Головною святинею монастиря була Кербутівська чудотворна Єрусалимська ікона Божої Матері у срібній ризі. Велику шану мала також одна з копій Чернігівської Іллінської ікони Божої Матері (також у срібній ризі).
Середина XIX ст. — монастир володів 30 десятинами орної землі, 18 дес. саду, 3 дес. городів, рибним озером і мав 284 крб жалування з державної скарбниці.
Початок XX ст. — до 300-річчя правління Романових імператриця Олександра Федорівна подарувала монастирю новий 320-пудовий дзвін. Його везли залізницею до Шостки, а потім волами — до Гамаліївки.
1921 — в умовах радянської влади черниці на основі господарських будівель монастиря змушені були створити кустарну артіль.

### Закриття монастиря
1924 — монастир закрили; посиротілі черниці ходили по людях і заробляли на життя вишиванням або плетінням. Харлампіївська тепла церква залишалася парафіяльною для села Гамаліївки, у монастирських келіях жили люди.
1928 — великий монастирський дзвін зняли, розбили на шматки й відвезли на переплав. Дерев'яний бароковий іконостас собору Різдва Богородиці знищили, попередньо знявши позолоту. Частину монастирських ікон і книжок селяни ще довго переховували по хатах. На території монастиря в наступні роки діяли будинок для літніх людей, дитячий притулок, клуб, зерносховище.
1941 — відновлено діяльність Харалампіївської теплої церкви (функціонувала до 1961).
1956 — Гамаліївський монастир оголошено пам'яткою архітектури республіканського значення, але 1962 року Сумський облвиконком передав колишню обитель Міністерству внутрішніх справ, яке переобладнало її під виробничо-виховну установу суворого режиму утримання (підприємство 319/66, нині Шосткінська виправна колонія № 66).
1963 — архітектурний ансамбль виключили з державних реєстрів пам'яток.
Після цього собор Різдва Богородиці був поділений бетонними перекриттями на три поверхи (тепер тут майстерні для виготовлення вогнегасників), в його бані встановили бак на воду. Обидва колишні храми перетворено на промислові цехи, у яких встановлено різноманітні верстати. Корпуси келій надбудували й перетворили на камери для в'язнів. Дзвіницю та більшість укріплених мурів знесли (з 4 наріжних веж збереглася одна, всі три надбрамні знищено). Могильні плити Івана, Анастасії й Уляни Скоропадських у «теплій» церкві до половини залито бетоном.
Останнім фахівцем, хто бачив монастир перед відданням його МВС, була архітектор-реставратор Євгенія Пламеницька. Вона зафіксувала на фотоплівці дзвіницю та вежі, яких уже немає. Ці фотознімки, останнє свідчення про пам'ятки, були згодом опубліковані в книзі Віктора Вечерського «Монастирі Чернігово-Сіверщини» [Архівовано 8 грудня 2015 у Wayback Machine.].

### Виправна колонія
У різні роки Шосткинську виправну колонію № 66 очолювали: А. М. Парфентьєв, А. Є. Чмир, М. Г. Букус, В. С. Деркач, Я. І. Кіс, Г. О. Глущенко та О. М. Зюзько.
При виправній колонії діяла вечірня (змінна) школа (директор – Матюшенко Олександр Миколайович).
1987 — рештки монастиря знову поставлено під державну охорону як пам'ятку архітектури (охоронний №1553). 
Мешканці Гамаліївки неодноразово ставили питання про відселення колонії та передачу монастирської території зі собором і "теплою" церквою релігійній громаді села. Наразі в "теплій" церкві священики УПЦ МП провадили служби Божі для ув'язнених.
У лютому 2010 Президент України Віктор Ющенко видав указ про вивільнення території монастиря від виправно-трудової колонії, проте лише наприкінці того ж 2010 року завдяки енергійним зусиллям правлячого архієрея Конотопської та Глухівської єпархії владики Луки МНС України виділило 300 тис. грн. на пересунення захисного огородження колонії. Харалампіївську церкву та сусідній корпус ігуменії (за первісним призначенням - літня трапезна), залишки північно-західної башти та оборонних мурів завдяки цьому відділили від закритого закладу.
З травня 2020 року перебуває в стадії припинення. Керівником колонії та головою комісії з припинення обраний Є. Зенченко.

### Відродження монастиря
Навесні 2011 року Шосткинська виправна колонія № 66 урочисто передала церкву Священномученика Харалампія Конотопській єпархії Української Православної Церкви Московського патріархату. "Комплекс Гамаліївського Харалампієвського чоловічого монастиря – гордість Сумщини, один із найвідоміших монастирських ансамблів на Лівобережжі. Тому ця подія – це спільна перемога, яка об'єднує всіх нас навколо відродження духовної спадщини українського народу", - зазначив під час церемонії передачі храму УПЦ МП голова Сумської ОДА Юрій Чмир .